# Le Silence (film, 1998)
Pour les articles homonymes, voir Le Silence.
Pour plus de détails, voir Fiche technique et Distribution.
Le Silence (en persan : سکوت, Sokout) est un film iranien réalisé par Mohsen Makhmalbaf, sorti en 1998.

## Synopsis
Khorshid, un garçonnet de 10 ans, vit avec sa mère dans un village du Tadjikistan. Il est aveugle. Nadereh, la petite protégée du luthier chez qui il travaille, l'accompagne chaque jour. Elle est son regard. Khorshid lui, vit et découvre la vie au travers des bruits de la ville, qui l'entraînent parfois jusqu'à se perdre.

## Fiche technique
- Réalisation, scénario : Mohsen Makhmalbaf
- Photographie : Ebrahim Ghafouri
- Montage : Mohsen Makhmalbaf
- Production : Mohsen Makhmalbaf
- Pays d'origine :  Iran
- Format : Couleur
- Genre : Film dramatique
- Durée : 74 minutes
- Date de sortie : 1998

## Distribution
- Tahmineh Normat Ova : Khorshid
- Nadereh Abdollah Yeva : Nadereh
- Goibibi Ziadollah Yeva : La mère de Khorshid

## Récompenses et distinctions
- Prix d'Or du parlement italien, Venise, 1997